# 단곡 단층

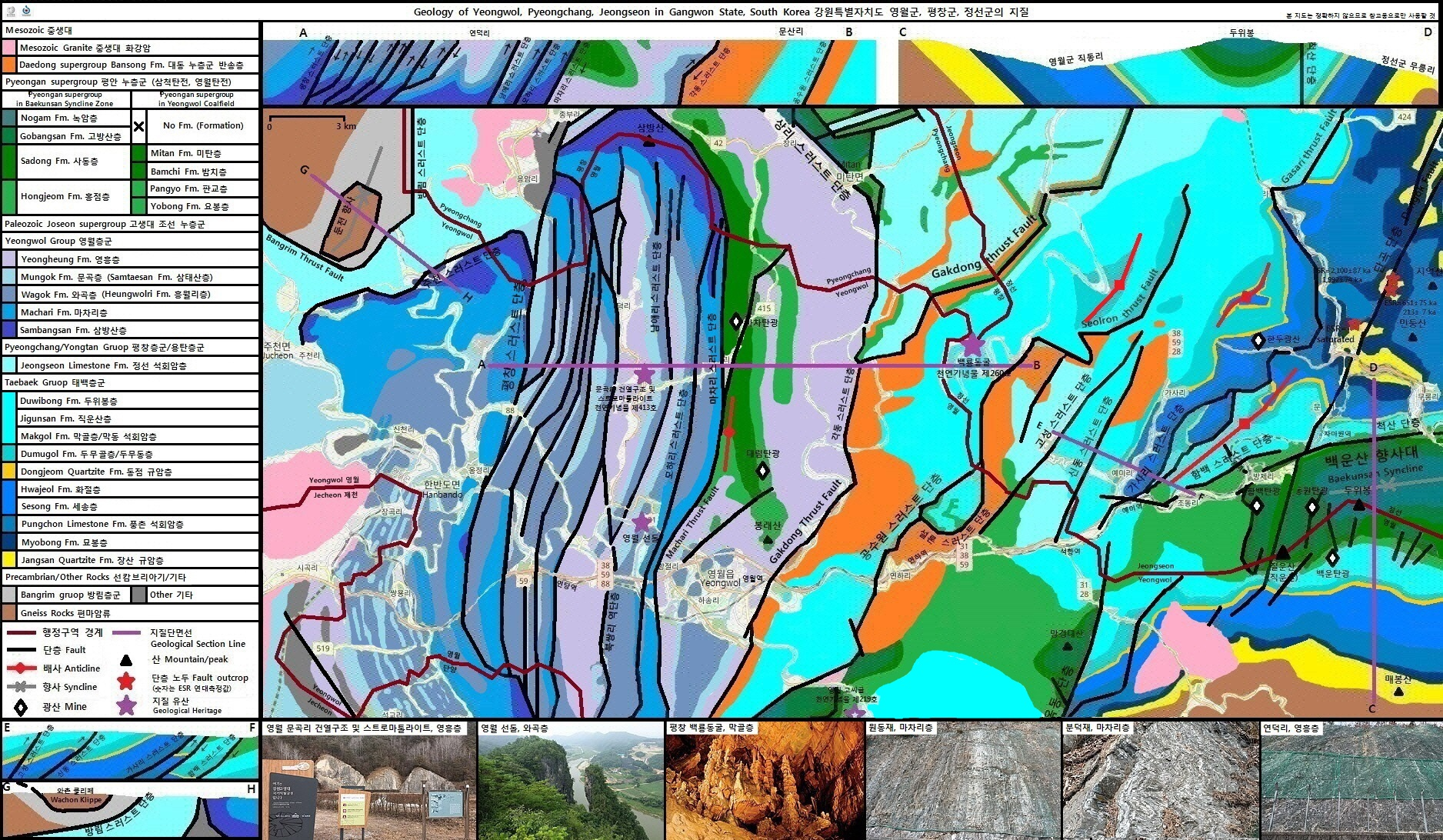
영월군 및 정선군의 지질 분포도. 오른쪽 끝에 있는 적색의 별은 단곡 단층의 노두와 ESR 연대측정값을 기재한 것이다.
본 지도는 아래 내용의 이해를 돕기 위해, 영월군과 정선군 남서부의 지질 분포를 나타낸 지도이며 정확하지 않으므로 참고용으로만 사용할 것.

단곡 단층(Dangok Fault)은 대한민국 태백산분지 내 강원특별자치도 정선군 남면 유평리를 중심으로 북북동-남남서 방향으로 발달하는 한국의 단층이다. 이 단층은 이희권(1999)의 연구와 ESR 연대측정법에 의해 약 20만 년 전에 마지막으로 활동한 제4기의 활성단층임이 밝혀졌다.

## 개요
단곡 단층은 강원특별자치도 정선군 남면 일대의 조선 누층군 장산층과 묘봉층을 가로지르고 있다. 단곡 단층은 북동-남서방향의 주향과 고각의 경사를 갖는 우수향 주향이동 단층으로 해석되었으나 이희권(1999)의 연구에 의해 충상단층과 정단층 운동도 일부 확인되었다. 단곡 단층은 단일 불연속면으로 구성된 교과서적인 단층이 아니라, 전단 변형 운동에 수반된 단층들의 군집체로 이루어진 우수향 주향이동 단층대로 여겨진다. 따라서 이희권(1999)은 단곡 단층을 단곡 단층대(Dangok fault zone)로 명명하였다. 각각의 단층암대는 취성 변형 환경에서 형성된 단층비지 및 미각력암으로 구성되어 있으며, 그 폭은 수 mm 에서 1 m 에 이른다. 단곡 단층은 정선군 남면 유평리에 해당하는 동막골-한치골-삼내약수터애 이르는 지역에서 잘 관찰된다.

## 단층의 노두와 ESR 연대측정값
단곡 단층대의 노두는 강원특별자치도 정선군 남면 유평리 동부의 북북동-남남서 주향의 단곡 계곡에 위치한 동막골, 한치골, 삼내약수터에 사이에서 잘 관찰되며, 단층암대는 취성변형환경에서 형성된 단층비지, 미각력암으로 구성되어 있고, 일부는 파쇄엽리도 잘 발달한다. 다음은 이희권(1999)이 보고한 단층 노두의 설명이다.

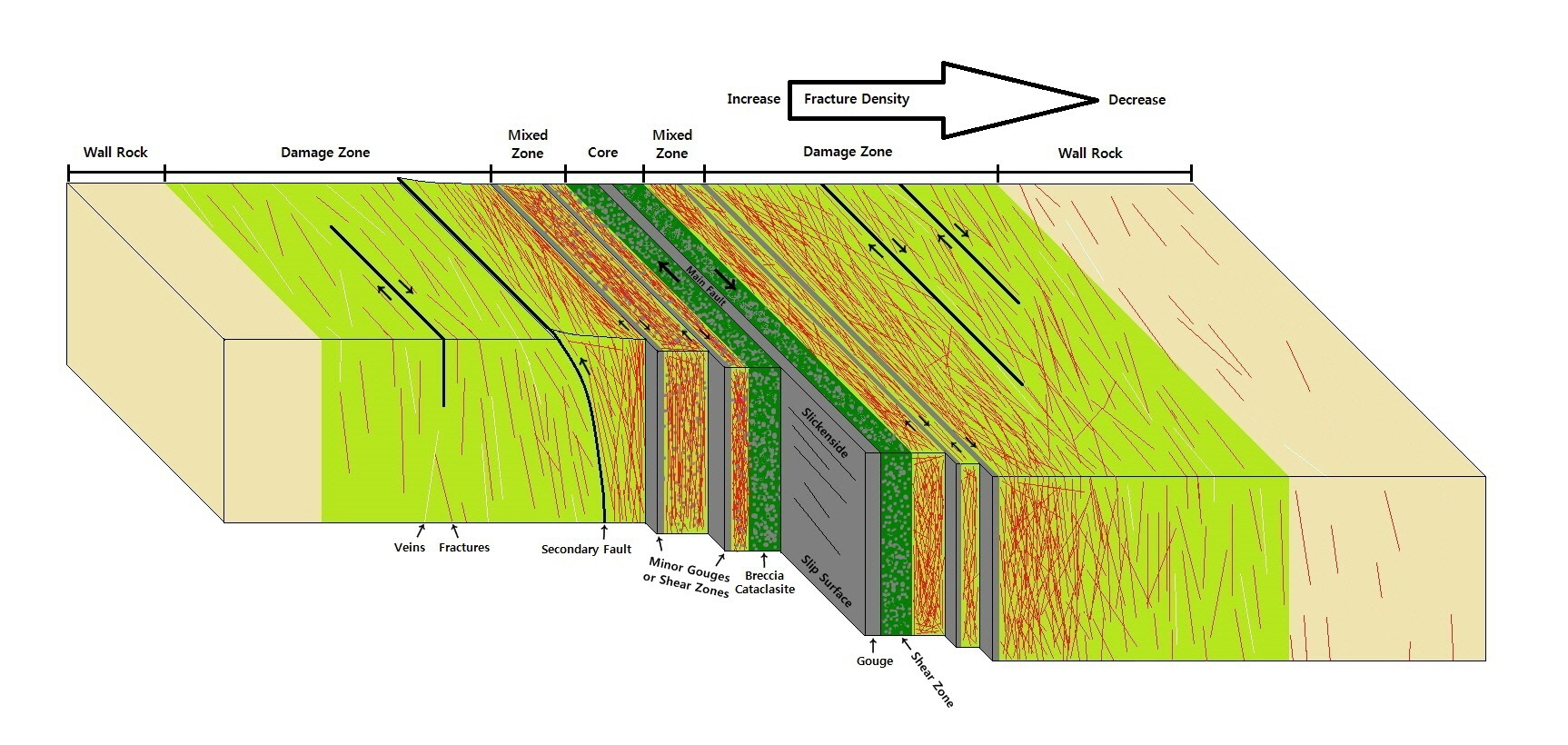
일반적인 대규모 단층대의 구조이다.
Core : 단층핵 Mixed Zone : 혼합대 Damage Zone : 단층손상대 Wall Rock : 모암 Gouge : 단층비지 Breccia : 단층각력암 Cataclasite : 압쇄암 Shear Zone : 전단대 Fracture : 단열, 절리, 균열 등 Veins : 세맥

### 단곡 1지점
단곡 1지점(N 37°16'37.25" E 128°45'2.14")은 동막골 입구에서 삼내약수터로 이어지는 산길을 따라 약 2.5km 지점의 한치골 도로변 노두에 주향 이동 단층이 발달되어 있다. 이 단층은 조선 누층군 묘봉층의 이암 내에 발달한 단층으로 단층암대의 폭이 약 96cm에 이른다. 단층암대의 상, 하반 경계에는 명확한 단층면이 존재하는데, 상반쪽의 단층면은 북서 62°의 주향에 남서 52°의 경사를 보이며, 하반쪽 단층면은 북서 80°의 주향과 남서 62°의 경사를 나타낸다. 단층암은 단층비지와 미각력암으로 구성되어 있으며, 단층암대의 상, 하반 경계에는 비지띠(boundary gouge zone)가 발달한다.

### 단곡 8지점
단곡 8지점(N 37°17'7.14", E 128°45'46.23")은 삼내약수 계곡쪽으로 약 50 m  떨어진 지점에 발달한 단층은 북동 25°의 주향에 남동 65°의 경사를 보이며, 폭 9~27 cm의 단층암대에는 파쇄엽리가 발달된 단층비지가 발달한다. 상내약수터 계곡에는 사층리 및 층리가 잘 발달한 조선 누층군 장산 규암층이 분포하고 있으며 이 장산층에는 약 10여개의 거의 평행한 주향 이동 단층들이 발달하고 있다. 

### 단곡 11지점
단곡 11지점(N 37°17'9.96", E 128°45'43.99")은 한치골을 돌아 25 m 지점에 주향 이동 단층을 경계로 이암과 석회암이 접촉하고 있다. 이 단층은 북동 65°의 주향과 북서 70°의 경사를 보이며, 약 2.5 m의 파쇄대가 존재한다. 한치골을 돌아 약 75 m 지점에 조선 누층군 묘봉층의 이암 내에 주향 북동 25°, 남서 55°의 경사을 보이는 단층이 발달한다. 이 단층의 폭은 1 cm 에서 수 cm 까지 변화하며, 담갈색을 띠는 괴상의 미각력암이 발달한다. 
한치마을을 지나 삼내약수터쪽으로 약 700 m 떨어진 지점에 단층암대의 폭이 7~15 cm의 단층이 발달하여 있다. 이 단층은 조선 누층군 묘봉층의 이암 내에 발달하며 북동 71°의 주향에 남동 45°로 경사져 있다. 단층암은 황녹색의 미각력암으로 구성되어 있다. 삼내골 새마을교에서 남서쪽으로 100 m 떨어진 지점에는 단층을 경계로 규암과 이암이 접촉한다. 이 단층은 북동 20°의 주향과 남동 50°의 경사를 보이며 약 11 cm의 단층암대가 발달하여 있다. 단층암은 황색을 갖는 미각력암으로 구성되고, 파쇄엽리의 발달이 현저하다. 
위의 단층에서 수 m 떨어진 곳의 이암 내에 파쇄엽리가 잘 발달되고 북동 29°의 주향과 남동 70°경사의 주향 이동 단층이 발달한다. 삼내골 새마을교를 지나 삼내약수터쪽으로 150 m 떨어진 지점의 조선 누층군 장산 규암층 내에 주향 이동 단층이 발달한다. 이 단층은 두 갈래로 갈라지는데 각각 주향 북동 23°/경사 남동 77°, 주향 북동 26°/경사 남동 65°을 나타낸다. 폭 1~2 cm의 단층암대 내부는 파쇄엽리를 보이는 황녹색의 미각력암으로 구성된다.

### 단곡 16지점
단곡 16지점(N 37°17'26.59", E 128°45'51.48") : 삼내약수로부터 약 300 m 북동쪽에 위치한 고일골 도로변 노두에는 장산층 내에 북동 28°의 주향과 북서 81°의 경사를 갖는 주향 이동 단층이 존재한다. 폭 9 cm의 단층암대 내에 단층면과 평행한 파쇄엽리가 발달되어 있다. 

### 단곡 17지점
단곡 17지점(N 37°17'32.46", E 128°45'54.81") : 뒷구정골 도로변의 장산 규암층내에 단층암대의 폭이 104cm, 주향 78°, 경사 남동 88°의 단층이 발달하며 주변에는 이와 거의 평행한 10여개의 주향 이동 단층이 발달되어 있다.
| 위치    | 좌표                                                                          | 지질        | 주향     | 경사     | 성향      | ESR 연대측정                                     | 비고 |
| ------- | ----------------------------------------------------------------------------- | ----------- | -------- | -------- | --------- | ------------------------------------------------ | ---- |
| 단곡 1  | 북위 37° 16′ 37.25″ 동경 128° 45′ 2.14″ / 북위 37.2770139° 동경 128.7505944°  | 묘봉층      |          |          | 주향 이동 | saturated (포화됨; 수 백만년 전에 단층이 활동함) |      |
| 단곡 8  | 북위 37° 17′ 7.14″ 동경 128° 45′ 46.23″ / 북위 37.2853167° 동경 128.7628417°  | 장산 규암층 | 북동 25° | 남동 65° | 주향 이동 | 651±75 ka                                        |      |
| 단곡 11 | 북위 37° 17′ 9.96″ 동경 128° 45′ 43.99″ / 북위 37.2861000° 동경 128.7622194°  |             |          |          | 주향 이동 | 213±7 ka                                         |      |
| 단곡 16 | 북위 37° 17′ 26.59″ 동경 128° 45′ 51.48″ / 북위 37.2907194° 동경 128.7643000° | 장산 규암층 | 북동 28° | 북서 81° | 주향 이동 | 2,100±87 ka                                      |      |
| 단곡 17 | 북위 37° 17′ 32.46″ 동경 128° 45′ 54.81″ / 북위 37.2923500° 동경 128.7652250° | 장산 규암층 | 북동 78° | 남동 88° | 주향 이동 | 1,992±74 ka                                      |      |

## 동강댐
1990년대 말 동강댐 건설을 추진할 당시 단곡 단층이 문제가 되었다. 이희권은 동강댐 건설 논란이 한창 진행 중이던 1999년 단곡 단층의 노두를 조사하고 위 문단에서 서술했듯이 80년만전과 20만년전에 이곳의 단층이 규모 5.0 이상으로 활동했음을 밝혔다. 단곡 단층은 동강댐의 건설 예정지인 영월군 영월읍 거운리에서 직선거리로 불과 20 km 떨어져 있다. 이희권은 1997년 연구를 시작할 때 동강댐을 염두에 두진 않았다면서, 문곡 지역의 단곡 단층대가 가까운 과거에 활동을 계속 했다면 동강댐 건설 후보지도 지진의 가능성을 전혀 배제할 수는 없다고 설명했다.

## 같이 보기
- 한국의 단층
- 정선군의 지질
- 영월군의 지질
- 1996년 영월 지진
- 조선 누층군 장산 규암층, 묘봉층
- ESR 연대측정법
- 한국의 지질
- 동강댐